# Matsudaira (Sakurai)

Wappen der Sakurai

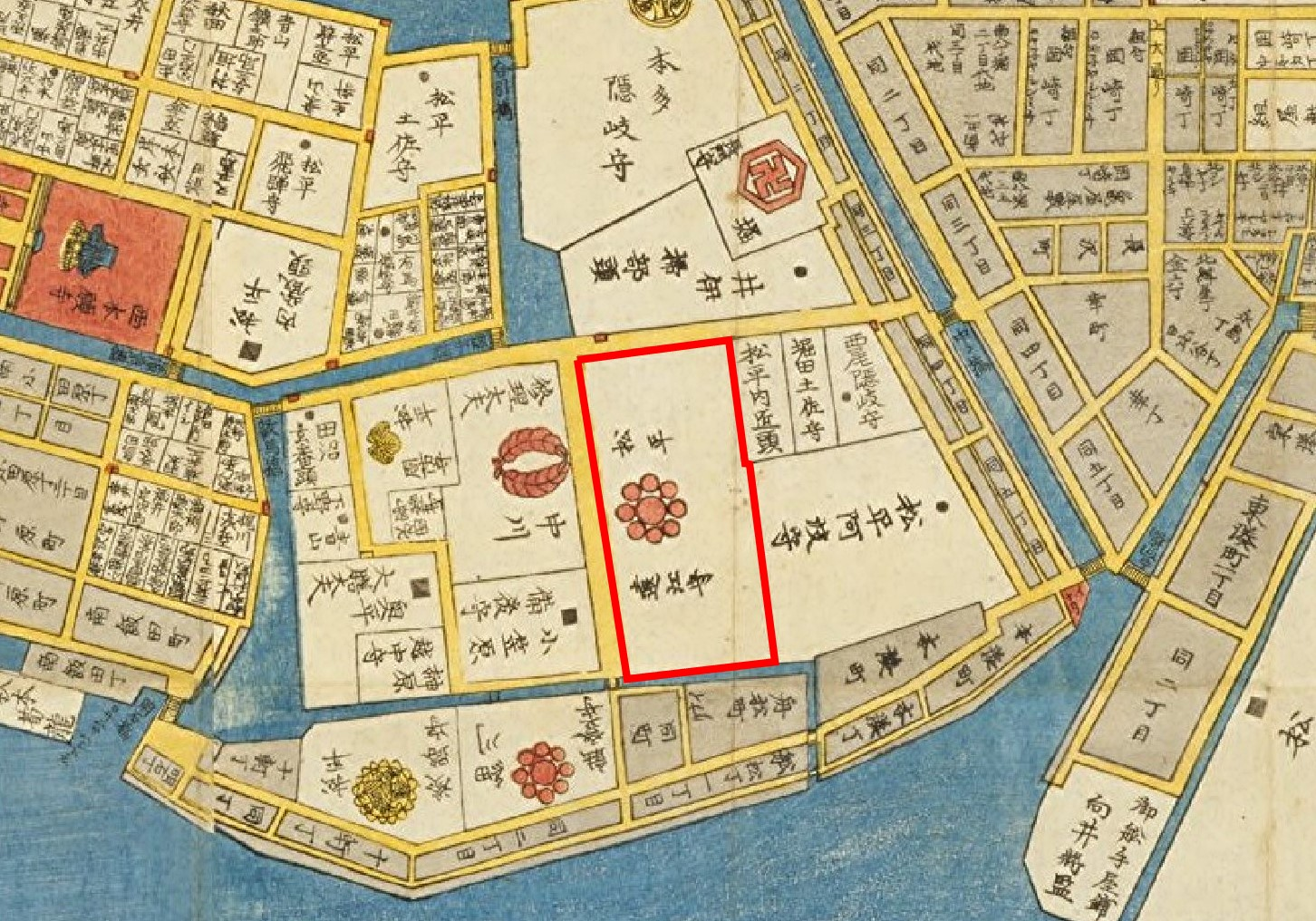
Sakurai-Residenz in Edo

Die Sakurai-Matsudaira (japanisch 桜井松平家, Sakurai Matsudaira-ke) waren eine Familie des japanischen Schwertadels (Buke), die sich von Matsudaira Nobusada ableitete. Mit einem Einkommen von 40.000 Koku gehörten die zuletzt in Amagasaki (Präfektur Hyōgo) residierenden Sakurai zu den kleineren Fudai-Daimyō der Edo-Zeit.

## Genealogie
- Nobusada (信定; † 1538) war Herr der Burg Sakurai[Anm. 1] in der Provinz Mikawa, nach der er sich nannte. Die Familie behielt aber den Namen Matsudaira.
- Tadayoshi (忠吉; 1559–1582) hatte drei Söhne:
  - Iehiro (家広; 1577–1601), eigentlich Neffe Tadayoshis adoptiert nach Geburt, diente Tokugawa Ieyasu, der ihm 1590 die Burg Matsuyama (Musashi) mit 10.000 Koku gab.[3]
  - Nobuyoshi (信吉; 1580–1620), adoptiert von den Fujii-Matsudaira als Stammhalter
  - Tadayori (忠頼; 1582–1609), erhielt 1600 Kanayama[Anm. 2] (Mino) mit 25.000 Koku und im folgenden Jahr Hamamatsu (Tōtōmi) mit 50.000 Koku. Mit seinem Tod in einem Streit verlor die Familie den Besitz.[4]
    - Tadashige (忠重; 1601–1639) erhielt 1622 Sanuki[Anm. 3] (Kazusa), ab 1634 in Tanaka[Anm. 4] (Suruga), ab 1635 in Kakegawa (Tōtōmi), und seine Nachkommen ab 1638 in Iiyama (Shinano), ab 1706 wieder in Kakegawa und schließlich von 1711 bis 1868 in Amagasaki (Settsu) mit 40.000 Koku. Letzter Ehrentitel war Tōtōmi no kami. Danach Vizegraf.